# Urnäsch
Urnäsch je obec ve švýcarském kantonu Appenzell Ausserrhoden. Nachází se v jihozápadní části kantonu, asi 7 kilometrů jižně od Herisau, v nadmořské výšce 832 metrů. Žije zde přibližně 2 300 obyvatel. 

## Geografie
Urnäsch leží jižně od Waldstattu na stejnojmenné řece a na železniční trati Gossau SG – Wasserauen, která mimo jiné spojuje Herisau s Appenzellem. V Urnäsch začíná průjezdní silnice přes Schwägalp do Neu St. Johann. Nejnižším bodem je Murbach ve výšce 722 m n. m., nejvyšším Petersalp ve výšce 1590 m n. m. Nejznámější horou v obci je Hochalp.
Sousedními obcemi jsou Waldstatt, Hundwil, Nesslau, Neckertal, Schönengrund a Schwellbrunn.
Urnäsch má celkovou rozlohu 4813 ha. Z toho je 176 hektarů osídlených, 2554 hektarů zemědělských a 2012 hektarů zalesněných ploch, tj. lesů a hájů. Zbývajících 71 hektarů je považováno za neproduktivní plochy.

## Historie

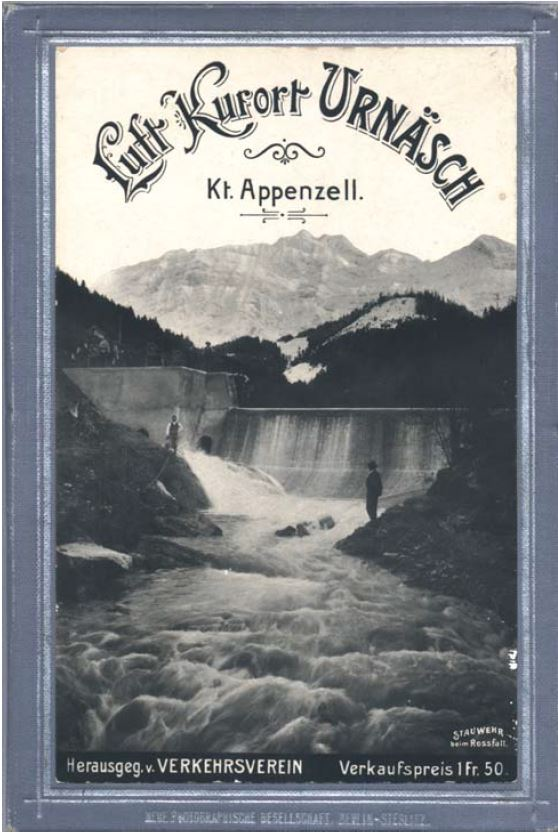
Plakát na lázně Urnäsch (1904)

V roce 831 je vesnice Färchen, patřící pod Urnäsch, poprvé zmiňována jako Farrichun. Řeka Urnäsch se poprvé objevuje s názvem Urnasca na počátku 10. století. Pod opatskou správou kláštera St. Gallen tvořil Urnäsch nejprve správní obvod s Herisau. Ve 14. století byl rhodem (okrskem) okresu Hundwil a v rámci císařské federace patřilo spolu s ním k hofmistrovství St. Gallen. Urnäschen měl již v roce 1344 vlastní komunální život. K jeho dalšímu upevnění došlo, když se obec v roce 1377 připojila ke Švábskému městskému spolku jako „Lendlyn“. V roce 1401 vstoupila obec do svazku s městem St. Gallen. Byla hybnou silou appenzellských válek v letech 1401 až 1429. Urnäsch prozatím církevně spadal pod Herisau, ale po výstavbě kostela svatého Antonína v roce 1414 získali obyvatelé Urnäsch v roce 1417 definitivní církevní a politickou nezávislost. V rámci rozptýleného osídlení se kolem kostela vyvinulo centrum obce. V roce 1480 si Urnäsch a Hundwil oddělily společné Alpy a upravily průběh hranice. V roce 1525 se obec připojila k reformaci. V letech 1532 až 1543 byl v obci evangelickým farářem hundwilský farář Walter Klarer.
Od rozdělení země v roce 1597 patřil Urnäsch jako první ze šesti vnějších rhodů ke kantonu Appenzell Ausserrhoden a byl pravidelným místem zasedání Malé rady. Údolní a vesnické části obce se od 18. století rozšiřovaly podél cesty Waldstatt-Schwägalp a postupně se vzájemně rozrůstaly.

Urnäsch (1922)

Dne 19. prosince 1641 došlo v Urnäsch k velkému požáru. Požár vypukl mezi druhou a třetí hodinou ranní a během krátké doby zničil celý kostel, faru a radnici a 12 obytných domů. Po požáru obce v roce 1641 byl kostel znovu postaven a v letech 1866–1868 renovován. Čtyřicet let po požáru byl v Urnäsch zakoupen první hasičský vůz. Údajně fungoval sto let, dokud v roce 1797 nevypukl další požár. Teprve tehdy se zjistilo, že část hasičského vozu je rozbitá a že není funkční. Tentokrát však požár nebyl tak ničivý a poškozeny byly pouze tři domy.
Až do počátku 18. století patřil k největší farnosti v Ausserrhodenu také Schönengrund, který se oddělil po vybudování vlastního kostela v letech 1720 až 1722.
Od druhé poloviny 19. století začala viditelná odluka církve od státu. Spolková ústava z roku 1874 a kantonální ústava z roku 1876 například prohlásily za nezákonné, aby duchovní působili v některých orgánech, například v mravnostním soudu. Když byla v kantonech zavedena spolková ústava z roku 1908, došlo k definitivní odluce církve od státního zřízení. V Urnäsch však byl pojem Kirchhöri z obecní ústavy vypuštěn až v roce 2000.
Od roku 1850 vzrostl význam cestovního ruchu. V roce 1853 byl v obci postaven první most Mühlstattbrücke a od roku 1875 má Urnäsch nádraží na železniční trati Herisau–Appenzell. Ve 20. století mělo dopravní spojení s obcí mimořádný historický význam. Obec těží ze své polohy jako výchozího bodu pro výlety do Schwägalp a Säntisu také z hlediska cestovního ruchu. V roce 1935 byla postavena lanová dráha na Säntis a v roce 1944 lyžařský vlek Osteregg a skokanský můstek.
V roce 2008 se Urnäsch ucházel o Evropskou cenu obnovy vesnice v rámci evropské soutěže ARGE Landentwicklung und Dorferneuerung (Pracovní skupina pro rozvoj venkova a obnovu vesnice). Porota spolu s dalšími čtyřmi obcemi zařadila Urnäsch na čestné místo za vítěznou obec Sand in Taufers v Jižním Tyrolsku. Porota ocenila zejména rekreační vesnici Reka, „kterou lze jednoduše považovat za referenční projekt pro udržitelnou a kvalitní architekturu a stavební technologie na venkově“.

## Obyvatelstvo

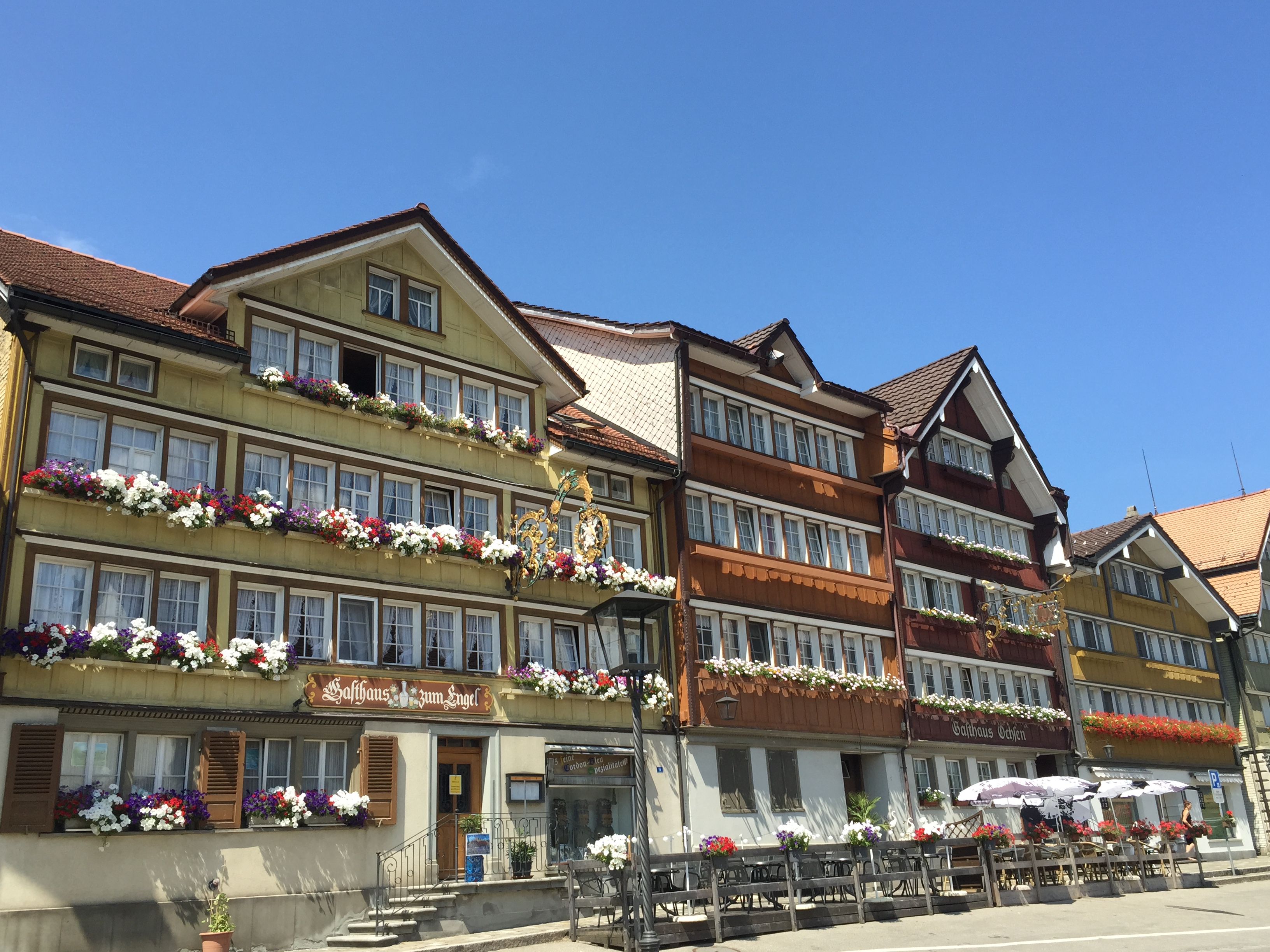
Centrum obce

| Rok            | 1850 | 1870 | 1888 | 1900 | 1920 | 1941 | 1960 | 1980 | 1990 | 2000 | 2010 | 2020 | 2022 |
| Počet obyvatel | 2464 | 2564 | 3123 | 3087 | 3202 | 2481 | 2330 | 2258 | 2431 | 2335 | 2278 | 2263 | 2290 |

## Hospodářství

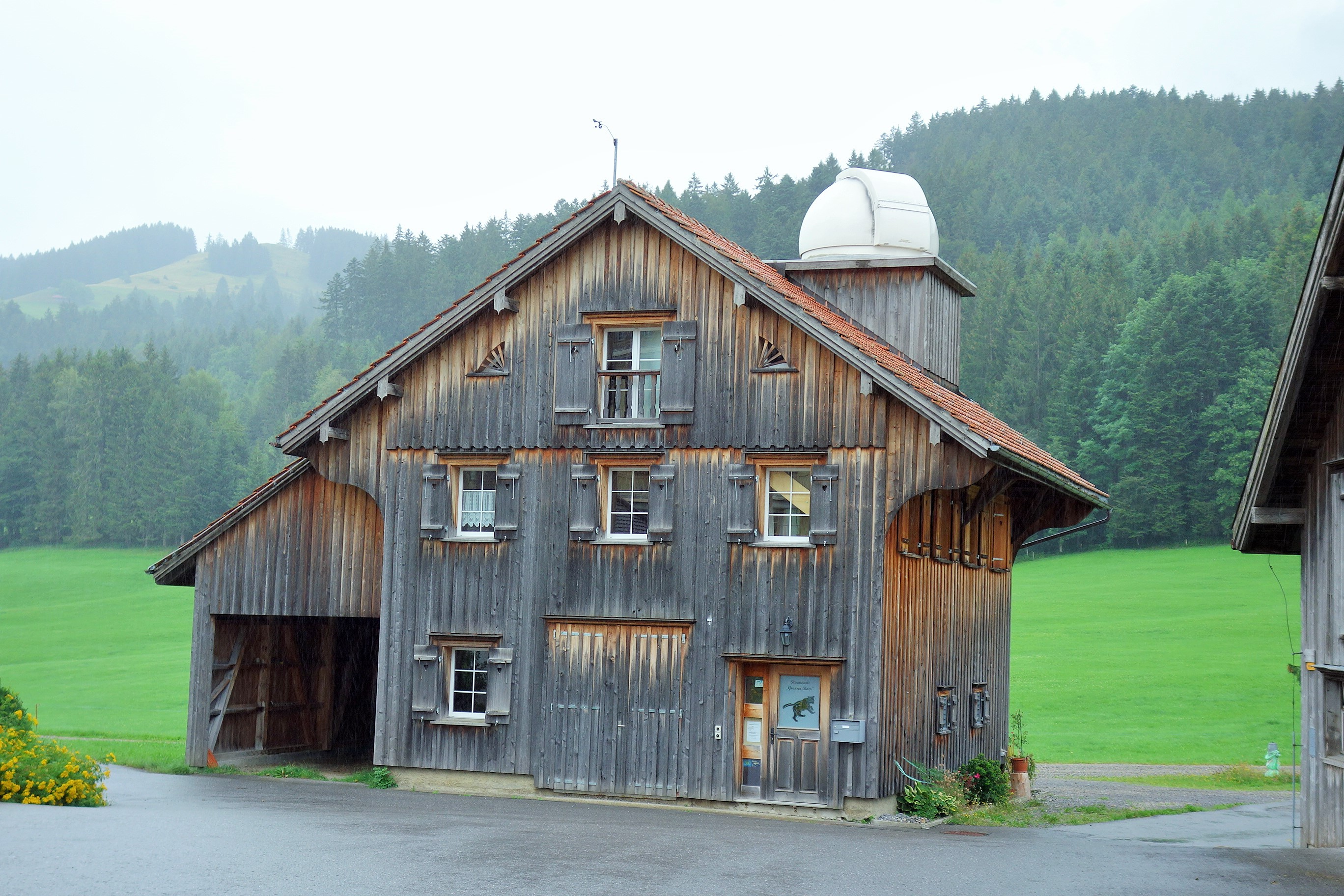
Tradiční architektura

Z hospodářského hlediska hrálo v Urnäsch vždy významnou roli vysokohorské zemědělství s chovem dobytka a lesnictví. Až do roku 1900 byl důležitý vývoz dřeva a dřevěného uhlí. Navzdory ochranným nařízením pro obecní lesy - poprvé vydaným v roce 1533 - se od roku 1820 masivně zvýšilo odlesňování, nejprve kvůli pálení dřevěného uhlí a později také kvůli papírenskému průmyslu. V roce 1826 bylo napočítáno devět pil. V roce 1901 prohlásila kantonální vláda zbývající lesy za lesy ochranné.
V 17. století zde byla prachárna, v letech 1801 až 1867 cihelna a až do počátku 19. století továrna na výrobu solného petru.
Výroba plátna je doložena již v roce 1515 a pěstování lnu v roce 1604. Tkalcovství zaměstnávalo v roce 1826 672 tkalců a vyšívání formovalo obec v 19. století. V tomto období bylo postaveno několik továren. Stejně jako pro celé východní Švýcarsko měl i pro Urnäsch textilní průmysl velký hospodářský význam.
Krize v meziválečném období zasáhla chalupářství, zatímco textilní továrny se díky úspěšné diverzifikaci dokázaly udržet. Mezi úspěšné továrny patřily Gebrüder Müller AG a Gebrüder Biasotto AG. Textilní průmysl zůstal nejdůležitějším odvětvím i po roce 1945: továrna na koberce Tisca Tiara zahájila provoz v roce 1965, přádelna (TAP AG) v roce 1978. Textilní průmysl zaznamenal částečný útlum až v 80. letech 20. století. Významní podnikatelé krizi nepřežili, což vedlo ke ztrátě mnoha pracovních míst. Od té doby se v Urnäsch nepodařilo rozvinout náhradní průmysl. Dnes je však cestovní ruch vnímán jako velká příležitost: nedotčená krajina a blízkost Alpsteinu jsou ideální pro turistiku. Přestože v Urnäsch po určitou dobu existovala lázeňská turistika, obec nikdy nedosáhla v tomto odvětví velkého významu. Vždy ji předstihl Heiden a další obce Ausserrhodenu.
Elektrárna Urnäsch (EWU AG) dodává obci Urnäsch elektřinu od roku 1903 díky přehradě, akumulačnímu rybníku a elektrárně Rossfall. Třetinu současné spotřeby (údaj z roku 2018) vyrábí jako obnovitelnou energii pět malých elektráren umístěných na obecních pozemcích.
V roce 2007 založilo 37 zemědělských rodin společnost Urnäscher Milchspezialitäten AG. Cílem bylo uvádět na trh vlastní mléko. V roce 2008 byly zahájeny stavební práce na místě bývalého hotelu Hecht. V roce 2009 byla sýrárna otevřena jako první regionální rozvojový projekt ve Švýcarsku. V roce 2010 byla sýrárna Urnäscher Bergkäse zařazena do sortimentu velkého distributora Migros.

## Osobnosti
- Simon Bodenmann (* 1988), švýcarský hokejista, pochází z obce
- Jonas Hiller (* 1982), bývalý švýcarský hokejista, žije v obci